# Asiatiska mästerskapet i fotboll 1992
Asiatiska mästerskapet i fotboll 1992 var den tionde upplagan av turneringen. Huvudturneringen avgjordes i Hiroshima prefektur, Japan under perioden 29 oktober-8 november 1992. Japan slog Saudiarabien med 1–0 i finalen i Hiroshima.

## Anläggningar
- Hiroshima Big Arch (Asaminami-ku, Hiroshima)
- Bingo Sports Park (Onomichi, Hiroshima)
- Hiroshima Stadium (Nishi-ku, Hiroshima)

## Deltagare
- Japan – direktkvalificerade som värdland
- Saudiarabien – direktkvalificerade som regerande mästare

20 lag deltog i kvalspelet. De delades upp i sex grupper om fem lag där gruppvinnarna kvalificerade sig:
- Qatar – vinnare av kvalgrupp 1
- Förenade arabemiraten – vinnare av kvalgrupp 2
- Iran – vinnare av kvalgrupp 3
- Nordkorea – vinnare av kvalgrupp 4
- Kina – vinnare av kvalgrupp 5
- Thailand – vinnare av kvalgrupp 6

## Gruppspel
Alla tider är Japansk standardtid (UTC+9)

### Grupp A
| Nr | Lag                   | S | V | O | F | GM | IM | MS | P |
| -- | --------------------- | - | - | - | - | -- | -- | -- | - |
| 1  | Japan                 | 3 | 1 | 2 | 0 | 2  | 1  | +1 | 5 |
| 2  | Förenade arabemiraten | 3 | 1 | 2 | 0 | 2  | 1  | +1 | 5 |
| 3  | Iran                  | 3 | 1 | 1 | 1 | 2  | 1  | +1 | 4 |
| 4  | Nordkorea             | 3 | 0 | 1 | 2 | 2  | 5  | −3 | 1 |

|             | 30 oktober 1992 | Nordkorea | 0 – 2           | Iran                                    | Bingo Sports Park                                              |                                                                |
| 17:00 UTC+9 | 17:00 UTC+9     |           | (0 – 1) Rapport | 30′ Farshad Pious 80′ Sirous Ghayeghran | Onomichi Publik: 8 000 Domare: Omer Al-Mehannah (Saudiarabien) | Onomichi Publik: 8 000 Domare: Omer Al-Mehannah (Saudiarabien) |
| 17:00 UTC+9 | 17:00 UTC+9     |           |                 |                                         | Onomichi Publik: 8 000 Domare: Omer Al-Mehannah (Saudiarabien) | Onomichi Publik: 8 000 Domare: Omer Al-Mehannah (Saudiarabien) |
| 17:00 UTC+9 | 17:00 UTC+9     |           |                 |                                         | Onomichi Publik: 8 000 Domare: Omer Al-Mehannah (Saudiarabien) | Onomichi Publik: 8 000 Domare: Omer Al-Mehannah (Saudiarabien) |

|             | 30 oktober 1992 | Japan | 0 – 0   | Förenade arabemiraten | Bingo Sports Park                                 |                                                   |
| 19:00 UTC+9 | 19:00 UTC+9     |       | Rapport |                       | Onomichi Publik: 10 000 Domare: Wei Jihong (Kina) | Onomichi Publik: 10 000 Domare: Wei Jihong (Kina) |
| 19:00 UTC+9 | 19:00 UTC+9     |       |         |                       | Onomichi Publik: 10 000 Domare: Wei Jihong (Kina) | Onomichi Publik: 10 000 Domare: Wei Jihong (Kina) |
| 19:00 UTC+9 | 19:00 UTC+9     |       |         |                       | Onomichi Publik: 10 000 Domare: Wei Jihong (Kina) | Onomichi Publik: 10 000 Domare: Wei Jihong (Kina) |

|             | 1 november 1992 | Iran | 0 – 0   | Förenade arabemiraten | Hiroshima Big Arch                                        |                                                           |
| 12:00 UTC+9 | 12:00 UTC+9     |      | Rapport |                       | Hiroshima Publik: 25 000 Domare: Jamal Al Sharif (Syrien) | Hiroshima Publik: 25 000 Domare: Jamal Al Sharif (Syrien) |
| 12:00 UTC+9 | 12:00 UTC+9     |      |         |                       | Hiroshima Publik: 25 000 Domare: Jamal Al Sharif (Syrien) | Hiroshima Publik: 25 000 Domare: Jamal Al Sharif (Syrien) |
| 12:00 UTC+9 | 12:00 UTC+9     |      |         |                       | Hiroshima Publik: 25 000 Domare: Jamal Al Sharif (Syrien) | Hiroshima Publik: 25 000 Domare: Jamal Al Sharif (Syrien) |

|             | 1 november 1992 | Japan                | 1 – 1           | Nordkorea                | Hiroshima Big Arch                                          |                                                             |
| 14:00 UTC+9 | 14:00 UTC+9     | Masashi Nakayama 80′ | (0 – 1) Rapport | 29′ (str.) Kim Gwang-Min | Hiroshima Publik: 32 000 Domare: Rasheed Al-Jassas (Kuwait) | Hiroshima Publik: 32 000 Domare: Rasheed Al-Jassas (Kuwait) |
| 14:00 UTC+9 | 14:00 UTC+9     |                      |                 |                          | Hiroshima Publik: 32 000 Domare: Rasheed Al-Jassas (Kuwait) | Hiroshima Publik: 32 000 Domare: Rasheed Al-Jassas (Kuwait) |
| 14:00 UTC+9 | 14:00 UTC+9     |                      |                 |                          | Hiroshima Publik: 32 000 Domare: Rasheed Al-Jassas (Kuwait) | Hiroshima Publik: 32 000 Domare: Rasheed Al-Jassas (Kuwait) |

|             | 3 november 1992 | Förenade arabemiraten             | 2 – 1           | Nordkorea         | Hiroshima Big Arch                                      |                                                         |
| 12:00 UTC+9 | 12:00 UTC+9     | Khamis Saad 81′ Zuhair Bakhit 85′ | (0 – 0) Rapport | 69′ Kim Gwang-Min | Hiroshima Publik: 33 000 Domare: Neji Jouini (Tunisien) | Hiroshima Publik: 33 000 Domare: Neji Jouini (Tunisien) |
| 12:00 UTC+9 | 12:00 UTC+9     |                                   |                 |                   | Hiroshima Publik: 33 000 Domare: Neji Jouini (Tunisien) | Hiroshima Publik: 33 000 Domare: Neji Jouini (Tunisien) |
| 12:00 UTC+9 | 12:00 UTC+9     |                                   |                 |                   | Hiroshima Publik: 33 000 Domare: Neji Jouini (Tunisien) | Hiroshima Publik: 33 000 Domare: Neji Jouini (Tunisien) |

|             | 3 november 1992 | Japan               | 1 – 0           | Iran | Hiroshima Big Arch                                        |                                                           |
| 14:00 UTC+9 | 14:00 UTC+9     | Kazuyoshi Miura 87′ | (0 – 0) Rapport |      | Hiroshima Publik: 37 000 Domare: Jamal Al Sharif (Syrien) | Hiroshima Publik: 37 000 Domare: Jamal Al Sharif (Syrien) |
| 14:00 UTC+9 | 14:00 UTC+9     |                     |                 |      | Hiroshima Publik: 37 000 Domare: Jamal Al Sharif (Syrien) | Hiroshima Publik: 37 000 Domare: Jamal Al Sharif (Syrien) |
| 14:00 UTC+9 | 14:00 UTC+9     |                     |                 |      | Hiroshima Publik: 37 000 Domare: Jamal Al Sharif (Syrien) | Hiroshima Publik: 37 000 Domare: Jamal Al Sharif (Syrien) |

### Grupp B
| Nr | Lag          | S | V | O | F | GM | IM | MS | P |
| -- | ------------ | - | - | - | - | -- | -- | -- | - |
| 1  | Saudiarabien | 3 | 1 | 2 | 0 | 6  | 2  | +4 | 5 |
| 2  | Kina         | 3 | 1 | 2 | 0 | 3  | 2  | +1 | 5 |
| 3  | Qatar        | 3 | 0 | 2 | 1 | 3  | 4  | −1 | 2 |
| 4  | Thailand     | 3 | 0 | 2 | 1 | 1  | 5  | −4 | 2 |

|             | 29 oktober 1992 | Saudiarabien           | 1 – 1           | Kina        | Hiroshima Big Arch                                        |                                                           |
| 17:00 UTC+9 | 17:00 UTC+9     | Yousuf Al-Thunayan 17′ | (1 – 1) Rapport | 41′ Li Bing | Hiroshima Publik: 15 000 Domare: Shinichiro Obata (Japan) | Hiroshima Publik: 15 000 Domare: Shinichiro Obata (Japan) |
| 17:00 UTC+9 | 17:00 UTC+9     |                        |                 |             | Hiroshima Publik: 15 000 Domare: Shinichiro Obata (Japan) | Hiroshima Publik: 15 000 Domare: Shinichiro Obata (Japan) |
| 17:00 UTC+9 | 17:00 UTC+9     |                        |                 |             | Hiroshima Publik: 15 000 Domare: Shinichiro Obata (Japan) | Hiroshima Publik: 15 000 Domare: Shinichiro Obata (Japan) |

|       | 29 oktober 1992 | Thailand                | 1 – 1           | Qatar             | Hiroshima Big Arch                                        |                                                           |
| UTC+9 | UTC+9           | Thanis Areesngarkul 42′ | (0 – 0) Rapport | 81′ Mahmoud Soufi | Hiroshima Publik: 21 000 Domare: Hossein Khoshkhan (Iran) | Hiroshima Publik: 21 000 Domare: Hossein Khoshkhan (Iran) |
| UTC+9 | UTC+9           |                         |                 |                   | Hiroshima Publik: 21 000 Domare: Hossein Khoshkhan (Iran) | Hiroshima Publik: 21 000 Domare: Hossein Khoshkhan (Iran) |
| UTC+9 | UTC+9           |                         |                 |                   | Hiroshima Publik: 21 000 Domare: Hossein Khoshkhan (Iran) | Hiroshima Publik: 21 000 Domare: Hossein Khoshkhan (Iran) |

|             | 31 oktober 1992 | Saudiarabien           | 1 – 1           | Qatar               | Hiroshima Stadium                                      |                                                        |
| 13:00 UTC+9 | 13:00 UTC+9     | Khalid Al-Muwallid 86′ | (0 – 0) Rapport | 74′ Mubarak Mustafa | Hiroshima Publik: 4 000 Domare: Neji Jouini (Tunisien) | Hiroshima Publik: 4 000 Domare: Neji Jouini (Tunisien) |
| 13:00 UTC+9 | 13:00 UTC+9     |                        |                 |                     | Hiroshima Publik: 4 000 Domare: Neji Jouini (Tunisien) | Hiroshima Publik: 4 000 Domare: Neji Jouini (Tunisien) |
| 13:00 UTC+9 | 13:00 UTC+9     |                        |                 |                     | Hiroshima Publik: 4 000 Domare: Neji Jouini (Tunisien) | Hiroshima Publik: 4 000 Domare: Neji Jouini (Tunisien) |

|             | 31 oktober 1992 | Kina | 0 – 0   | Thailand | Hiroshima Stadium                                       |                                                         |
| 15:00 UTC+9 | 15:00 UTC+9     |      | Rapport |          | Hiroshima Publik: 5 000 Domare: Noh Byung-Il (Sydkorea) | Hiroshima Publik: 5 000 Domare: Noh Byung-Il (Sydkorea) |
| 15:00 UTC+9 | 15:00 UTC+9     |      |         |          | Hiroshima Publik: 5 000 Domare: Noh Byung-Il (Sydkorea) | Hiroshima Publik: 5 000 Domare: Noh Byung-Il (Sydkorea) |
| 15:00 UTC+9 | 15:00 UTC+9     |      |         |          | Hiroshima Publik: 5 000 Domare: Noh Byung-Il (Sydkorea) | Hiroshima Publik: 5 000 Domare: Noh Byung-Il (Sydkorea) |

|             | 2 november 1992 | Saudiarabien                                                       | 4 – 0           | Thailand | Bingo Sports Park                                                  |                                                                    |
| 17:00 UTC+9 | 17:00 UTC+9     | Saeed Al-Owairan 4′ Fahad Al-Bishi 19′, 72′ Yousuf Al-Thunayan 64′ | (2 – 0) Rapport |          | Onomichi Publik: 4 000 Domare: Ali Bujsaim (Förenade arabemiraten) | Onomichi Publik: 4 000 Domare: Ali Bujsaim (Förenade arabemiraten) |
| 17:00 UTC+9 | 17:00 UTC+9     |                                                                    |                 |          | Onomichi Publik: 4 000 Domare: Ali Bujsaim (Förenade arabemiraten) | Onomichi Publik: 4 000 Domare: Ali Bujsaim (Förenade arabemiraten) |
| 17:00 UTC+9 | 17:00 UTC+9     |                                                                    |                 |          | Onomichi Publik: 4 000 Domare: Ali Bujsaim (Förenade arabemiraten) | Onomichi Publik: 4 000 Domare: Ali Bujsaim (Förenade arabemiraten) |

|             | 2 november 1992 | Qatar                  | 1 – 2           | Kina                 | Bingo Sports Park                                    |                                                      |
| 19:00 UTC+9 | 19:00 UTC+9     | Khalifa Al-Sulaiti 20′ | (1 – 1) Rapport | 44′, 58′ Peng Weiguo | Onomichi Publik: 4 500 Domare: Badara Sène (Senegal) | Onomichi Publik: 4 500 Domare: Badara Sène (Senegal) |
| 19:00 UTC+9 | 19:00 UTC+9     |                        |                 |                      | Onomichi Publik: 4 500 Domare: Badara Sène (Senegal) | Onomichi Publik: 4 500 Domare: Badara Sène (Senegal) |
| 19:00 UTC+9 | 19:00 UTC+9     |                        |                 |                      | Onomichi Publik: 4 500 Domare: Badara Sène (Senegal) | Onomichi Publik: 4 500 Domare: Badara Sène (Senegal) |

## Slutspel

### Slutspelsträd
|  | Semifinaler           | Semifinaler     |   |                 | Final                 | Final |  |
|  |                       |                 |   |                 |                       |       |  |
|  | 6 november 1992       |                 |   |                 |                       |       |  |
|  | Japan                 | 3               |   |                 |                       |       |  |
|  | Kina                  | 2               |   |                 |                       |       |  |
|  |                       |                 |   |                 |                       |       |  |
|  |                       |                 |   |                 | 8 november 1992       |       |  |
|  |                       |                 |   |                 | Japan                 | 1     |  |
|  |                       | Saudiarabien    | 0 |                 |                       |       |  |
|  |                       |                 |   |                 |                       |       |  |
|  |                       |                 |   |                 |                       |       |  |
|  |                       |                 |   |                 | Bronsmatch            |       |  |
|  | 6 november 1992       | 6 november 1992 |   | 8 november 1992 | 8 november 1992       |       |  |
|  | Saudiarabien          | 2               |   | Kina (str.)     | 1 (4)                 |       |  |
|  | Förenade arabemiraten | 0               |   |                 | Förenade arabemiraten | 1 (3) |  |

### Semifinaler
|             | 6 november 1992 | Japan                                                          | 3 – 2           | Kina                     | Hiroshima Stadium                                         |                                                           |
| 16:30 UTC+9 | 16:30 UTC+9     | Masahiro Fukuda 48′ Tsuyoshi Kitazawa 57′ Masashi Nakayama 84′ | (0 – 1) Rapport | 1′ Xie Yuxin 70′ Li Xiao | Hiroshima Publik: 15 000 Domare: Hossein Khoshkhan (Iran) | Hiroshima Publik: 15 000 Domare: Hossein Khoshkhan (Iran) |
| 16:30 UTC+9 | 16:30 UTC+9     |                                                                |                 |                          | Hiroshima Publik: 15 000 Domare: Hossein Khoshkhan (Iran) | Hiroshima Publik: 15 000 Domare: Hossein Khoshkhan (Iran) |
| 16:30 UTC+9 | 16:30 UTC+9     |                                                                |                 |                          | Hiroshima Publik: 15 000 Domare: Hossein Khoshkhan (Iran) | Hiroshima Publik: 15 000 Domare: Hossein Khoshkhan (Iran) |

|             | 6 november 1992 | Saudiarabien                            | 2 – 0           | Förenade arabemiraten | Hiroshima Stadium                                           |                                                             |
| 19:00 UTC+9 | 19:00 UTC+9     | Saeed Al-Owairan 67′ Fahad Al-Bishi 80′ | (0 – 0) Rapport |                       | Hiroshima Publik: 12 000 Domare: Rasheed Al-Jassas (Kuwait) | Hiroshima Publik: 12 000 Domare: Rasheed Al-Jassas (Kuwait) |
| 19:00 UTC+9 | 19:00 UTC+9     |                                         |                 |                       | Hiroshima Publik: 12 000 Domare: Rasheed Al-Jassas (Kuwait) | Hiroshima Publik: 12 000 Domare: Rasheed Al-Jassas (Kuwait) |
| 19:00 UTC+9 | 19:00 UTC+9     |                                         |                 |                       | Hiroshima Publik: 12 000 Domare: Rasheed Al-Jassas (Kuwait) | Hiroshima Publik: 12 000 Domare: Rasheed Al-Jassas (Kuwait) |

### Bronsmatch
|             | 8 november 1992 | Kina                                              | 1 – 1                      | Förenade arabemiraten | Hiroshima Big Arch                                      |                                                         |
| 12:00 UTC+9 | 12:00 UTC+9     | Hao Haidong 15′                                   | (1 – 1) Rapport            | 10′ Khalid Ismail     | Hiroshima Publik: 40 000 Domare: Neji Jouini (Tunisien) | Hiroshima Publik: 40 000 Domare: Neji Jouini (Tunisien) |
| 12:00 UTC+9 | 12:00 UTC+9     |                                                   |                            |                       | Hiroshima Publik: 40 000 Domare: Neji Jouini (Tunisien) | Hiroshima Publik: 40 000 Domare: Neji Jouini (Tunisien) |
| 12:00 UTC+9 | 12:00 UTC+9     | Fan Zhiyi Cai Sheng Wu Qunli Peng Weiguo Fu Yubin | Straffsparksläggning 4 – 3 | Al-Talyani Ismaïl     | Hiroshima Publik: 40 000 Domare: Neji Jouini (Tunisien) | Hiroshima Publik: 40 000 Domare: Neji Jouini (Tunisien) |

### Final
|             | 8 november 1992 | Japan             | 1 – 0           | Saudiarabien | Hiroshima Big Arch                                        |                                                           |
| 14:30 UTC+9 | 14:30 UTC+9     | Takuya Takagi 36′ | (1 – 0) Rapport |              | Hiroshima Publik: 60 000 Domare: Jamal Al Sharif (Syrien) | Hiroshima Publik: 60 000 Domare: Jamal Al Sharif (Syrien) |
| 14:30 UTC+9 | 14:30 UTC+9     |                   |                 |              | Hiroshima Publik: 60 000 Domare: Jamal Al Sharif (Syrien) | Hiroshima Publik: 60 000 Domare: Jamal Al Sharif (Syrien) |
| 14:30 UTC+9 | 14:30 UTC+9     |                   |                 |              | Hiroshima Publik: 60 000 Domare: Jamal Al Sharif (Syrien) | Hiroshima Publik: 60 000 Domare: Jamal Al Sharif (Syrien) |

## Vinnare
| Asiatiska mästerskapet i fotboll 1992 |
| ------------------------------------- |
| Japan Första titeln                   |

## Priser och utmärkelser

### Mest värdefulla spelare
- Kazuyoshi Miura

### Skyttekung
- Fahad Al-Bishi - 3 mål

## Målskyttar
| 3 mål - Fahad Al-Bishi 2 mål - Peng Weiguo - Masashi Nakayama - Kim Gwang-Min - Saeed Al-Owairan - Yousuf Al-Thunayan | 1 mål - Xie Yuxin - Li Bing - Li Xiao - Hao Haidong - Sirous Ghayeghran - Farshad Pious - Kazuyoshi Miura - Masahiro Fukuda - Tsuyoshi Kitazawa - Takuya Takagi - Mubarak Mustafa - Khalifa Al-Sulaiti - Mahmoud Soufi - Khalid Al-Muwallid - Thanis Areesngarkul - Khalid Ismail - Khamis Saad - Zuhair Bakhit |

## Bästa lag i målskytte
| 8 mål - Saudiarabien 6 mål - Kina - Japan 3 mål - Qatar - Förenade arabemiraten | 2 mål - Iran - Nordkorea 1 mål - Thailand |